# Championnat d'Angleterre de football de quatrième division 2005-2006
Navigation
Saison précédente Saison suivante
La saison 2005-2006 de League Two est la cinquantième édition de la quatrième division anglaise. La saison régulière se déroule du 6 août 2005 au 6 mai 2006 et les barrages se déroulent du 13 au 28 mai 2006.
Les vingt-quatre clubs participants au championnat sont confrontés à deux reprises aux vingt-trois autres.
À la fin de la saison, les trois premiers sont promus en League One et les quatre suivants s'affrontent en barrages pour déterminer le quatrième promu en League One.
Les deux derniers sont, quant à eux, relégués en Conférence National.

## Les 24 clubs participants
| \| Barnet Boston Bristol Bury Carlisle Cheltenham Town Chester City Darlington Grimsby Town Leyton Lincoln City Macclesfield Mansfield Northampton Notts County Oxford United Peterborough United Rochdale Rushden & Diamonds Shrewsbury Stockport Torquay Wrexham Wycombe \| Localisation des clubs engagés dans le championnat. |
| Barnet Boston Bristol Bury Carlisle Cheltenham Town Chester City Darlington Grimsby Town Leyton Lincoln City Macclesfield Mansfield Northampton Notts County Oxford United Peterborough United Rochdale Rushden & Diamonds Shrewsbury Stockport Torquay Wrexham Wycombe                                                           |

| Club                | Stade                | Capacité | Ville (quartier) |
| ------------------- | -------------------- | -------- | ---------------- |
| Barnet              | Underhill Stadium    | 5 568    | Londres (Barnet) |
| Boston United       | York Street          | 6 643    | Boston           |
| Bristol Rovers      | Memorial Stadium     | 11 916   | Bristol          |
| Bury                | Gigg Lane            | 11 840   | Bury             |
| Carlisle United     | Brunton Park Stadium | 16 981   | Carlisle         |
| Cheltenham Town     | Whaddon Road         | 7 408    | Cheltenham       |
| Chester City        | Deva Stadium         | 5 376    | Chester          |
| Darlington          | Darlington Arena     | 25 294   | Darlington       |
| Grimsby Town        | Blundell Park        | 9 106    | Grimsby          |
| Leyton Orient       | Matchroom Stadium    | 9 271    | Londres (Leyton) |
| Lincoln City        | Sincil Bank          | 10 127   | Lincoln          |
| Macclesfield Town   | Moss Rose            | 6 335    | Macclesfield     |
| Mansfield Town      | Field Mill           | 10 000   | Mansfield        |
| Northampton Town    | Sixfields Stadium    | 7 653    | Northampton      |
| Notts County        | Meadow Lane          | 19 588   | Nottingham       |
| Oxford United       | Kassam Stadium       | 12 500   | Oxford           |
| Peterborough United | London Road Stadium  | 15 460   | Peterborough     |
| Rochdale            | Spotland Stadium     | 10 249   | Rochdale         |
| Rushden & Diamonds  | Nene Park            | 6 441    | Irthlingborough  |
| Shrewsbury Town     | New Meadow           | 9 875    | Shrewsbury       |
| Stockport County    | Edgeley Park         | 10 651   | Stockport        |
| Torquay United      | Plainmoor            | 6 500    | Torquay          |
| Wrexham             | Racecourse Ground    | 15 550   | Wrexham          |
| Wycombe Wanderers   | Adams Park           | 10 000   | High Wycombe     |

## Compétition

### Règlement
Le classement est établi sur le barème de points classique (victoire à 3 points, match nul à 1, défaite à 0).
Pour départager les égalités, on tient d'abord compte de la différence de buts générale, puis du nombre de buts marqués, puis des confrontations directes et enfin si la qualification ou la relégation est en jeu, les deux équipes jouent une rencontre d'appui sur terrain neutre.

### Classement
| Rang | Équipe                | Pts | J  | G  | N  | P  | Bp | Bc | Diff |
| ---- | --------------------- | --- | -- | -- | -- | -- | -- | -- | ---- |
| 1    | Carlisle United P     | 86  | 46 | 25 | 11 | 10 | 84 | 42 | +42  |
| 2    | Northampton Town      | 83  | 46 | 22 | 17 | 7  | 63 | 37 | +26  |
| 3    | Leyton Orient         | 81  | 46 | 22 | 15 | 9  | 67 | 51 | +16  |
| 4    | Grimsby Town          | 78  | 46 | 22 | 12 | 12 | 64 | 44 | +20  |
| 5    | Cheltenham Town PO    | 72  | 46 | 19 | 15 | 12 | 65 | 53 | +12  |
| 6    | Wycombe Wanderers     | 71  | 46 | 18 | 17 | 11 | 72 | 56 | +16  |
| 7    | Lincoln City          | 66  | 46 | 15 | 21 | 10 | 65 | 53 | +12  |
| 8    | Darlington            | 63  | 46 | 16 | 15 | 15 | 58 | 52 | +6   |
| 9    | Peterborough United R | 62  | 46 | 17 | 11 | 18 | 57 | 49 | +8   |
| 10   | Shrewsbury Town       | 61  | 46 | 16 | 13 | 17 | 55 | 55 | 0    |
| 11   | Boston United         | 61  | 46 | 15 | 16 | 15 | 50 | 60 | -10  |
| 12   | Bristol Rovers        | 60  | 46 | 17 | 9  | 20 | 59 | 67 | -8   |
| 13   | Wrexham R             | 59  | 46 | 15 | 14 | 17 | 61 | 54 | +7   |
| 14   | Rochdale              | 56  | 46 | 14 | 14 | 18 | 66 | 69 | -3   |
| 15   | Chester City          | 54  | 46 | 14 | 12 | 20 | 53 | 59 | -6   |
| 16   | Mansfield Town        | 54  | 46 | 13 | 15 | 18 | 59 | 66 | -7   |
| 17   | Macclesfield Town     | 54  | 46 | 12 | 18 | 16 | 60 | 71 | -11  |
| 18   | Barnet P              | 54  | 46 | 12 | 18 | 16 | 44 | 57 | -13  |
| 19   | Bury                  | 53  | 46 | 12 | 17 | 17 | 45 | 57 | -12  |
| 20   | Torquay United R      | 52  | 46 | 13 | 13 | 20 | 53 | 66 | -13  |
| 21   | Notts County          | 52  | 46 | 12 | 16 | 18 | 48 | 63 | -15  |
| 22   | Stockport County R    | 52  | 46 | 11 | 19 | 16 | 57 | 78 | -21  |
| 23   | Oxford United         | 49  | 46 | 11 | 16 | 19 | 43 | 57 | -14  |
| 24   | Rushden & Diamonds    | 45  | 46 | 11 | 12 | 23 | 44 | 76 | -32  |

| Légende : Qualifications et relégations | Légende : Qualifications et relégations                                                 |
| --------------------------------------- | --------------------------------------------------------------------------------------- |
|                                         | Promu en League One                                                                     |
|                                         | Qualification pour les barrages d'accession en League One                               |
|                                         | Relégation en Conference National                                                       |
|                                         | R : Relégué de League One P : Promu de Conference National PO : Vainqueur des play-offs |

### Barrages
|  | Demi-finales      | Demi-finales      | Demi-finales      | Demi-finales      |              |              | Finale                                    | Finale                                    | Finale                                    | Finale                                    |
|  |                   |                   |                   |                   |              |              |                                           |                                           |                                           |                                           |
|  | 13 et 16 mai 2006 | 13 et 16 mai 2006 | 13 et 16 mai 2006 | 13 et 16 mai 2006 |              |              | 28 mai 2006 - Millennium Stadium, Cardiff | 28 mai 2006 - Millennium Stadium, Cardiff | 28 mai 2006 - Millennium Stadium, Cardiff | 28 mai 2006 - Millennium Stadium, Cardiff |
|  | 7                 | Lincoln City      | 0                 | 1                 |              |              | 28 mai 2006 - Millennium Stadium, Cardiff | 28 mai 2006 - Millennium Stadium, Cardiff | 28 mai 2006 - Millennium Stadium, Cardiff | 28 mai 2006 - Millennium Stadium, Cardiff |
|  | 7                 | Lincoln City      | 0                 | 1                 |              |              | 28 mai 2006 - Millennium Stadium, Cardiff | 28 mai 2006 - Millennium Stadium, Cardiff | 28 mai 2006 - Millennium Stadium, Cardiff | 28 mai 2006 - Millennium Stadium, Cardiff |
|  | 4                 | Grimsby Town      | 1                 | 2                 |              |              | 28 mai 2006 - Millennium Stadium, Cardiff | 28 mai 2006 - Millennium Stadium, Cardiff | 28 mai 2006 - Millennium Stadium, Cardiff | 28 mai 2006 - Millennium Stadium, Cardiff |
|  | 4                 | Grimsby Town      | 1                 | 2                 | Grimsby Town | Grimsby Town | 0                                         | 0                                         |                                           |                                           |
|  | 13 et 18 mai 2006 |                   |                   |                   | Grimsby Town | Grimsby Town | 0                                         | 0                                         |                                           |                                           |
|  |                   |                   | Cheltenham Town   | Cheltenham Town   | 1            | 1            |                                           |                                           |                                           |                                           |
|  | 6                 | Wycombe Wanderers | Cheltenham Town   | Cheltenham Town   | 1            | 1            | 1                                         | 0                                         |                                           |                                           |
|  | 6                 | Wycombe Wanderers |                   |                   |              |              |                                           | 0                                         |                                           |                                           |
|  | 5                 | Cheltenham Town   | 2                 | 0                 |              |              |                                           |                                           |                                           |                                           |
|  | 5                 | Cheltenham Town   | 2                 | 0                 |              |              |                                           |                                           |                                           |                                           |

## Statistiques

### Meilleurs buteurs
| Rang | Joueur          | Club                | Buts |
| ---- | --------------- | ------------------- | ---- |
| 1    | Rickie Lambert  | Rochdale            | 22   |
| 1    | Karl Hawley     | Carlisle United     | 22   |
| 3    | Richard Walker  | Bristol Rovers      | 20   |
| 4    | Richie Barker   | Mansfield Town      | 18   |
| 5    | Tommy Mooney    | Wycombe Wanderers   | 17   |
| 5    | Scott McGleish  | Northampton Town    | 17   |
| 7    | Junior Agogo    | Bristol Rovers      | 16   |
| 8    | Danny Crow      | Peterborough United | 15   |
| 8    | Michael Bridges | Carlisle United     | 15   |
| 10   | Michael Reddy   | Grimsby Town        | 14   |
| 10   | Julian Joachim  | Boston United       | 14   |
| 10   | Grant Holt      | Rochdale            | 14   |
| 10   | Gary Alexander  | Leyton Orient       | 14   |